# The Flintstones: The Rescue of Dino & Hoppy
«The Flintstones: The Rescue Of Dino & Hoppy» (рус. Флинтстоуны: Спасения Дино и Хоппи) — видеоигра жанра платформер, разработанная и выпущенная компанией «Taito» в декабре 1991 года в Северной Америке эксклюзивно для игровой приставки NES. Позже, в 1992 году, была переиздана для европейского, японского и австралийского рынков. Основана на американском комедийном мультсериале «Флинтстоуны» и является третьей видеоигрой, посвящённой героям этого мультфильма.

## Сюжет
Всё было мирно и спокойно в Бэдроке, Фред Флинстоун вёл счастливую жизнь со своей женой Уилмой, друзьями Барни, Бэтти и инопланетянином Казу и домашними питомцами динозавром Дино и кенгуру Хоппи. Но однажды откуда ни возьмись на машине времени появился злодей доктор Батлер (англ. Dr. Butler) из XXX века и похитил Дино и Хоппи для своего межгалактического Зоопарка. Напоследок он разрушил машину времени Казу, разбросав её запчасти по всему свету, чтобы Фред не смог воспользоваться ей.
Теперь отважному Фреду Флинстоуну предстоит попутешествовать по доисторическому миру в поисках запчастей машины времени Казу и затем отправиться во время злодея Батлера, чтобы вернуть своих домашних любимцев.

## Производство
«The Flintstones: The Rescue of Dino & Hoppy» стала третьей видеоигрой, основанной на мультсериале «Флинстоуны», после вышедшей в 1988 году на компьютерах Amiga, Amstrad CPC, Atari ST, Commodore 64, MSX, ZX Spectrum и на игровой приставке Sega Master System игры «The Flintstones» и вышедшей в 1990 году DOS-игры «Dino: Lost in Bedrock».
Компания «Taito» ещё несколько раз выпускала основанные на этом мультфильме игры: «The Flintstones» для Sega Mega Drive в 1993 году, «The Flintstones: The Surprise at Dinosaur Peak!» в 1994 году для NES и «The Flintstones: The Treasure of Sierra Madrock» в 1994 году для SNES.
Музыкальное оформление игры было создано композиторами Ясуко Ямада (англ. Yasuko Yamada) и Наото Ягишита (англ. Naoto Yagishita). Ямада участвовал также в разработке музыки к играм «Space Invaders Revolution» (2005, Nintendo DS), «Bubble Bobble Revolution» (2005, Nintendo DS) и «Undead Knights» (2009, PSP), а Ягишита, к играм «Rastan» (1988), «Rainbow Islands» (1990), «Bubble Bobble» (1987), «Super Chase H.Q.» (1993, SNES), «Operation Thunderbolt» (1989) и «Darius Gaiden» (1995).

## Геймплей
Игра представляет собой классический платформер с боковым скроллингом, выдержанный в мультипликационном стиле мультсериала, на котором основана игра. Геймплей схож с такими играми, как «Chip ’n Dale Rescue Rangers», «Darkwing Duck» или «Adventure Island». Главный герой — Фред Флинтстоун — бегает по красочным игровым локациям, сражается с врагами и собирает различные бонусы.

### Уровни
Всего игра состоит из восьми уровней-этапов. Каждый уровень закачивается встречей с боссом — особенно сильным противником. Между этапами Фред передвигается по карте, на которой кроме игровых локаций расположены существуют также три дополнительных «спортивных» уровня с игрой в баскетбол. Игрок выступает один на один с компьютером. На игру отводится ровно одна минута — кто больше ударов в чужие ворота нанесёт, тот и победил. Обязательным является лишь последний матч. За каждый пройденный уровень Фред получает часть космического корабля Газу, с помощью которого герои смогут отправиться в будущее и спасти своих любимцев. Чтобы пройти игру, нужно получить все детали, то есть пройти все уровни. Если игрок пропустил в начале один из уровней, он может вернуться, но при этому ему придётся заново проходить уровень «Океан». Также Фред должен встретить Барни, Бетти и Уилму — после прохождения уровня, на котором они были спрятаны, персонажи появятся на карте. Это важно, так как в будущее с Газу отправятся все четыре героя. Интересно, что порядок персонажей в цепочке во время карты зависит от порядка прохождения уровней, на которых находятся герои.
- Бедрок — основные враги Фреда: пытающиеся задеть клювом и падающие с крыш птицы; динозавры с заплетёнными в шерсть молотами. Также летающие птицы скидывают на игрока яйца, из которых вылупляются опасные бегающие птенцы. Чтобы забираться на высокие стены, игроку предложено ударить по одной из сторон маленького динозаврика, перекинутого через бревно. Птеродактили помогают перебраться через пропасти, неся в когтях верёвку, к концу которой привязано бревно. Ближе к концу уровня Фред встречает прыгающих пещерных людей с дубинками. Босс уровня — огнедышащий дракон, которого нужно закидать молотами, найденными ранее на уровне.

- Деревня — основными врагами являются бандиты в масках, стреляющие из оружия; летучие мыши; мотоциклисты, которых нужно ударить несколько раз, чтобы сбить с машины и обезвредить окончательно; на уровне вновь появляются летающие птицы, сбрасывающие на голову игрока яйца с птенцами; кроме того, игрок вновь столкнётся с доисторическими людьми с дубинами. Козырьки над окнами домов можно использовать как батуты. Во время переправ через реку не стоит задерживаться на брёвнах, так как они тонут. Особенность уровня — двигающийся слева-направо экран во фрагменте, когда Фред плывёт в раковине: игрок должен обходить препятствия и избавляться от врагов. На этом уровне игрок встретит Уилму. Босс уровня — Громила с молотом. Его проще всего закидать собственными молотками.

- Ледяной город — особенностью уровня является скользящая поверхность, по которой весь уровень движется игрок. Враги: бандиты с бейсбольными битами, кидающие в игрока заледеневшие снежки; дышащие льдом улитки. На этом уровне игрок встретит Бэтти. Босс уровня — бегающие по экрану слонёнок, стреляющий из своего хобота камнями. Быстрее всего его победить при наличии взрывающихся яиц.

- Джунгли — в джунглях также игрока встречают динозавры с молотами. Птеродактили также помогают предвидеться по уровню. Новые враги хищники из семейства кошачьих. На водопаде передвигаться по брёвнам нужно крайне стремительно, пробираясь вверх к другому берегу. Молоточки-маятники помогут игроку перебраться через пропасть, также как и закрученные кости, используемые в качестве трамплина. На этом уровне Фреди встретит Барни. Главный босс уровня — прыгающий лохматый громила, кидающийся мелкими камнями. От его прыжков также на игрока сыплются валуны. Босса можно победить, используя рогатку для дальнего боя и обычную дубинку для ближнего.

- Замок Рокулы — основные враги и препятствия уровня: летучие мыши, падающие с потолка валуны на цепочках; колья на потолках; ожившие скелеты; мужчины в масках и с оружием. К особенностям уровня можно отнести появление дверей, через которые можно перемещаться по комнатам замка, а также колодец с двигающейся вверх лавой, пытающейся убить игрока (легче всего пройти с помощью крыльев при достаточном количестве монет). Босс уровня — Рокула. Его легче победить взрывающимися яйцами динозавров. Чтобы нанести вред противнику, взрывать их нужно, когда он находится в человеческом обличье, а не в образе летучей мыши. Обычный удар дубиной также действенен в борьбе с врагом.

- Океан — врагами являются различные осьминоги; рыбы-пилы; двигающиеся водоросли; рыбы с большими челюстями. Большие поднимающиеся вверх пузырьки можно использовать для передвижения и преодоления пропастей. Особенности уровня — из-за того, что персонаж находится под водой, Фред прыгает выше обычного.

- Восточный остров — вынырнув из воды, Фред оказывается на Восточном острове. Основные противники — мастера единоборств, обладающие разными видами оружия и мечущие ими в игрока; прыгающий зонт на колёсиках; улитки, дышащие льдом. Босс уровня — огнедышащий кенгуру, с которым проще всего справится, забравшись на верхний уровень и закидывая его взрывающимися яйцами.

- Завод доктора Батлера/Будущее — на этом уровне Фред встретит Джорджа Джетсона из мультсериала «Джетсоны». Мешать игроку пройти уровень будут двигающиеся конвейерные дорожки, которые пытаются скинуть Фреда в пропасть, огонь или какой-нибудь работающий механизм. Также среди соперников игрока — стреляющие из пушек роботы и роботы на пружинах. Сражение с Батлером, финальным боссом игры, состоит из нескольких частей: сначала он нападает на игрока с пушкой в руках — чтобы увернуться от гранат, достаточно втянуть голову в плечи; затем он появляется на прыгающей и боксирующей машине, которую быстро взорвать несколькими яйцами динозавров; в последнем этапе Батлер появляется за рулём гигантской машины, стреляющей лазерами — чтобы победить, нужно бить дубиной по стеклу кабины устройства.

### Бонусы и оружие
На каждом уровне находятся различные бонусы как открыто доступные, так и находящиеся в бочках. На некоторых уровнях имеются потайные места, куда можно попасть только при использовании особых способностей, например, прыжка или крыльев.
- Монетка — от количества монеток зависит, сколько ударов игрок сможет нанести найденным оружием и сколько раз воспользоваться особыми способностями.
- Подарок — добавляет одно сердечко. Всего может быть пять сердечек (игра начинается с тремя).
- Красное сердечко — добавляет жизни игроку в течение уровня.
- Гамбургер — увеличивает полоску силы, необходимой для супер-удара дубинкой. Силу можно увеличивать два раза до максимального уровня.
- Иконка с изображением Фреда — дополнительная жизнь для игрока.

Для противостояния многочисленным врагам Фред использует свою каменную дубинку, с помощью которых можно наносить обычные удары и супер-удары. Кроме неё, по мере прохождения игры появляется и другое оружие: рогатка, метательные молоты и взрывающиеся яйца динозавров. Также Фред может втягивать голову в плечи, если потолок слишком низок или с него торчать шипы.
- Рогатка — временный вид оружия, доступный на определённом уровне. Один выстрел стоит 3 монетки.
- Каменный молот — временный вид оружия, доступный на определённом уровне. Один бросок — 3 монетки.
- Взрывающиеся яйца динозавров — временный вид оружия, доступный на определённом уровне. Один взрыв — 10 монеток.

После каждой из побед в баскетбольных матчах Фред получает особые способности, которые можно вызвать в режиме паузы:
- Прыжок верхом на динозавре — позволяет добраться в труднодоступные места. Один прыжок стоит 5 монеток.
- Крылья — позволяют Фреду летать. Один взмах крыльями — 4 монетки.
- Акваланг — позволяет быстро плавать. Действует только на уровне "Океан".

## Критика
Игра получила достаточно неплохие оценки во всех отзывах. Ежемесячный американский журнал «Nintendo Power» поставил игре в ноябрьском номере 1991 года оценку 4,2/5, назвав игру достойным продолжением мультсериала. Коммерческая информационная база данных компьютерных игр «Allgame» поставила приключениям бесстрашного Фреда Флинстоуна 4 звёздочки из 5.
Англоязычный веб-сайт «HonestGamers» оценил игру в 6 баллов из 10. Оформление игровых локаций было названо в рецензии красочным, несмотря на мелкие недостатки, а взятая из оригинального мультфильма музыка — одной из лучших в NES-овских играх.

## Интересные факты
- Боссы, которые встречались на уровне Замка Рокулы типа Франкенстоуна и Дракулы Рокул, присутствовали в мультфильме "Флинтстоуны встречают Рокулу и Франкенстоуна", который был показан 30 октября 1980 на Телеканале NBC
- В уровне про Океан играет мелодия которая была в мультсериале Флинтстоуны.